# Mnesarchaea hamadelpha
Mnesarchaea hamadelpha is een vlinder uit de familie van de Mnesarchaeidae. De wetenschappelijke naam van de soort is voor het eerst geldig gepubliceerd in 1888 door Meyrick.